# Fabrisio Saïdy
Fabrisio Saïdy (Antsiranana, 15 luglio 1999) è un velocista francese.

## Palmarès
| Anno | Manifestazione          | Sede     | Evento        | Risultato | Prestazione | Note                                                                            |
| ---- | ----------------------- | -------- | ------------- | --------- | ----------- | ------------------------------------------------------------------------------- |
| 2017 | Europei under 20        | Grosseto | 4×400 m       | Argento   | 3'09"04     |                                                                                 |
| 2018 | Mondiali under 20       | Tampere  | 4×400 m       | 4º        | 3'06"65     |                                                                                 |
| 2019 | Mediterraneo U23 indoor | Miramas  | 400 m piani   | Bronzo    | 48"43       |                                                                                 |
| 2019 | Europei indoor          | Glasgow  | 400 m piani   | 5º        | 46"80       |                                                                                 |
| 2019 | Europei indoor          | Glasgow  | 4×400 m       | Bronzo    | 3'07"71     |                                                                                 |
| 2019 | World Relays            | Yokohama | 4×400 m       | 10º       | 3'04"11     |                                                                                 |
| 2019 | Europei under 23        | Gävle    | 400 m piani   | Oro       | 45"79       | Miglior prestazione personale · Miglior prestazione europea stagionale under 23 |
| 2019 | Europei under 23        | Gävle    | 4×400 m       | Bronzo    | 3'05"36     |                                                                                 |
| 2024 | Giochi olimpici         | Parigi   | 4x400 m       | 9ª        | 3'07"30     |                                                                                 |
| 2024 | Giochi olimpici         | Parigi   | 4×400 m mista | Finale    | dq          |                                                                                 |